# Plasmidi R
El plasmidi R és un tipus de plasmidi de resistència que tenen alguns bacteris. Aquest, confereix resistència vers antibiòtics i tòxics.
Consisteix en una molècula de DNA que no forma part del cromosoma bacterià. Tot i això, forma una doble hèlix, de la mateixa manera que ho fa el cromosoma bacterià i, a més, pot unir-se al material genètic i expressar-se. En el moment en què aquests plasmidis es recombinen amb el DNA, té lloc la síntesi de proteïnes que poden degradar antibiòtics. Un clar exemple d'aquest fet són els plasmidis que sintetitzen quinases, les quals afegeixen grups fosfats els fàrmacs i els inhibeixen totalment.

## Descobriment
El descobriment del plasmidi R i la funció que aquest porta a terme es remunta a l’any 1953, al Japó, mentre tenia lloc una forta epidèmia de Shillega, gènere concret de bacteri que causa diarrea.
Alguns metges van adonar-se que hi ha havia pacients amb Shillega que no responien de la manera habitual als antibiòtics contra aquest bacteri. Així doncs, semblava que, en un primer moment, l’agent patogen havia desenvolupat una resistència vers els fàrmacs. Fins aquell moment, no hi havia hagut cap mostra que els bacteris poguessin transmetre gens amb gran capacitat de resistivitat entre espècies o soques.
Per tal de demostrar aquesta hipòtesi, es van mesclar bacteris sensibles a cert tipus de drogues i bacteris resistents a aquests. Com a resultat, es va obtenir un 100% de cultiu bacterià resistent a les drogues en tan sols 1 hora.

## Estructura general

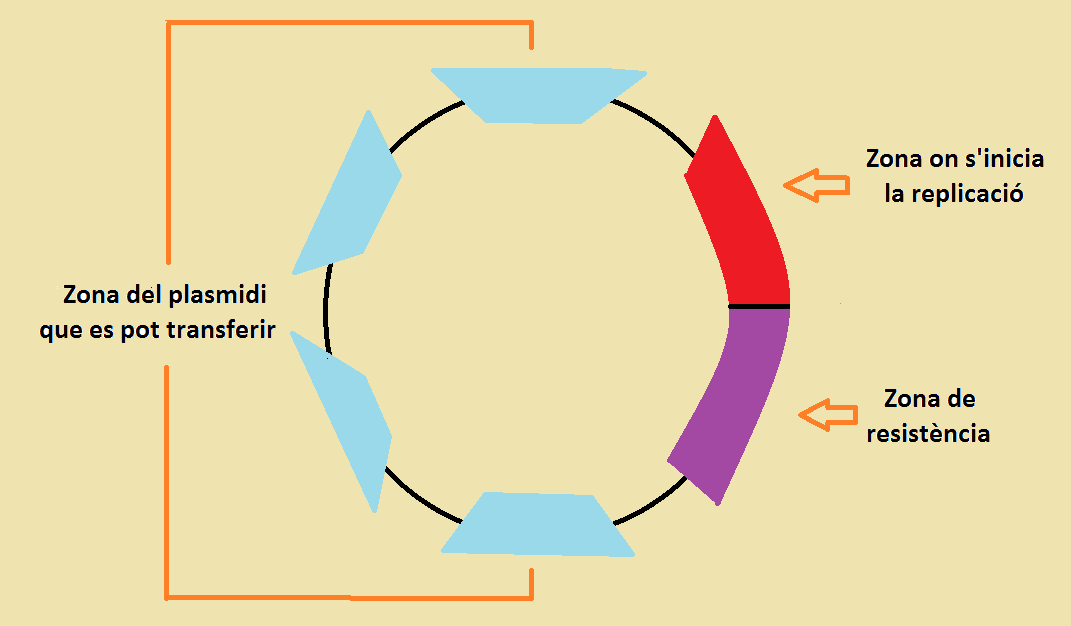
Estructura del Plasmidi R

Aquest determinat plasmidi es caracteritza per estar constituït per dues regions diferenciades. La primera, es tracta de l'estructura general dels plasmidis; la segona, està constituïda per la seqüència de nucleòtids que doten el plasmidi de la resistència als antibiòtics. La seqüència que no forma part de la regió de resistència està constituïda per un conjunt de gens que contenen información per a la síntesi d’una elevada quantitat de proteïna. Una altra de les seqüències de nucleòtids que constitueix el plasmidi és l'origen de replicació, una seqüència de DNA la funció de la qual és permetre al plasmidi duplicar-se sense la necessitat de dependre del DNA cromosomal, la qual cosa el dota de l’autonomia característica dels plasmidis bacterians. Una altra de les regions pròpies dels plasmidis de resistència és l’anomenada regió policonectora. La regió policonectora és el fragment d’estructura de DNA constituïda per un elevat nombre de llocs de restricció exclusius, els quals poden ser eliminats per enzims de restricció específics, permetent així la inserció de fragments de DNA passatger que es vol clonar.
La segona de les dues regions generals del plasmidi R és la que conté informació per a la resistència a l’antibiòtic, anomenada determinant R. El determinant R el formarà, doncs, el conjunt de gens -que normalment oscil·la entre un o bé dos- que confereixin la resistència al bacteri. Donat que cada plasmidi R presentarà resistència a un antibiòtic diferent, la seqüència de nucleòtids que conformaran els gens variarà en funció del plasmidi. D’entre els gens que codifiquen enzims responsables de la inactivació de l’antibiòtic destaquen:
a) Gens de resistència als ß-lactamics. Es tracta de gens que codifiquen enzims del grup del ß-lactamases, la síntesi dels quals és induïda per petites quantitats de l’antibiòtic penicilina i/o celafosporina.
b) Gen de resistència al cloranfenicol. L'enzim codificat per aquest gen és el cloranfenicol-acetiltransferasa.
c) Gen de resistència a l'eritromicina. Aquest gen codifica una metilasa de ARN quan la cèl·lula detecta nivells creixents d’eritromicina. És freqüent en el grup dels bacteris Staphylococcus aureus.
d) Gens de resistència a sulfamides. Aquests fragments de nucleòtids codifiquen un enzim anomenat dihidropteroic sintetasa, encarregat de la lisi de sulfamides.

## Conjugació

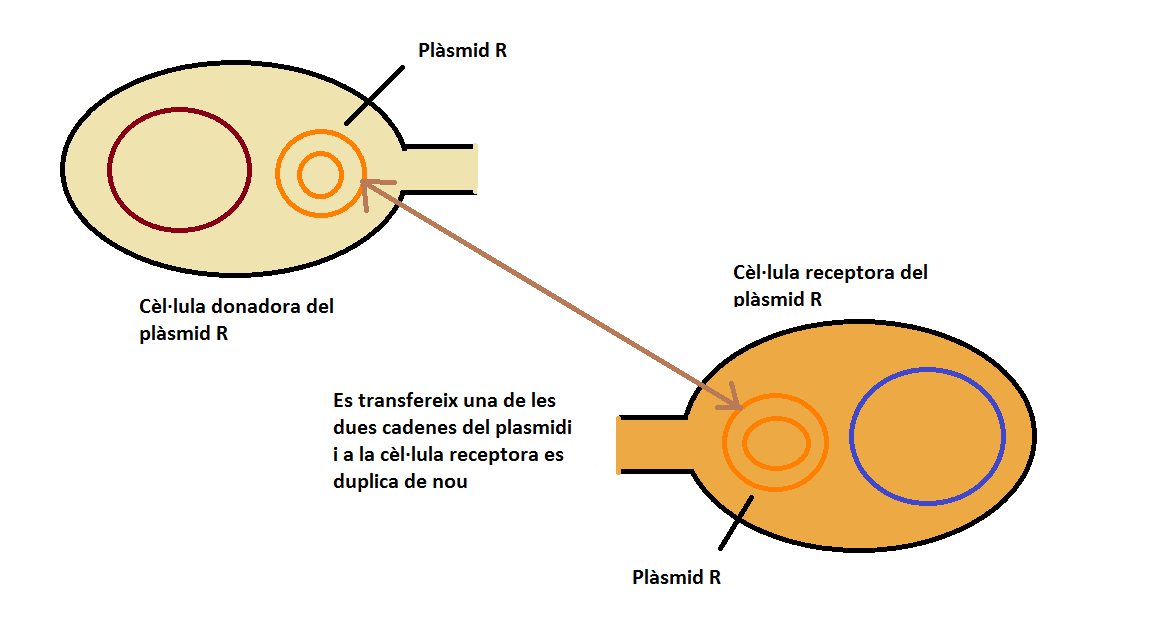
Procés de conjugació

Un gen del patogen pot mutar i provocar resistència. Aquests gens codifiquen enzims que provoquen la destrucció de certs antibiòtics i solen ser transportats per un tipus específic de Plasmidi: el Plasmidi R. Aquests plasmidis, de la mateixa manera que ho fan els Plasmidis F, porten gens que codifiquen pilis sexuals pels quals es poden transmetre mitjançant la conjugació, de la cèl·lula donadora a la receptora.
El pili sexual del bacteri donador s’aferra a un bacteri receptor i una de les cadenes del plasmidi R es trenca. El pili sexual es fa enrere i es crea un pont entre els dos bacteris. Una cadena de plasmidi entra al bacteri receptor, mentre que l’altra roman al donador. Cada cadena aleshores fa una còpia complementària. Com a resultat, el bacteri receptor esdevé resistent a l’antibiòtic i capaç de produir pilis de conjugació, i a més, pot transferir R-plasmidis a altres bacteris.
Per a la síntesi d’una molècula de DNA recombinant, s’uneix DNA forà a un vector de clonació (que ve a ser el plasmidi), i s’introdueix la recombinació a una cèl·lula bacteriana.

Els passos bàsics són els següents:

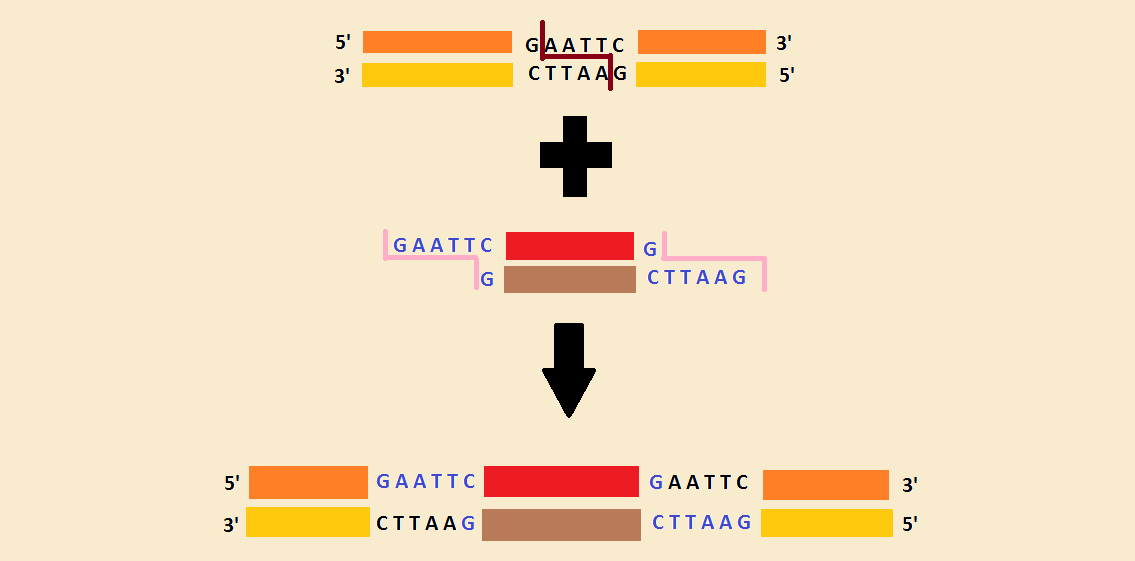
Actuació dels enzims de restricció

a) El vector de clonació i el DNA forà són tallats en punts homòlegs (és a dir, que presenten la mateixa seqüència nucleotídica) per un enzim de restricció. Normalment, aquest és seleccionat de manera que talli el vector per un sol punt i al DNA donador, per més d’un.
b) En les seqüències que han estat tallades, l'enzim crea talls alternats (homòlegs entre el vector de clonació i el DNA donador). Aleshores, el vector de clonació obert inclou un fragment de DNA aliè, tancant-se consegüentment el cicle. Els petits buits als extrems emparellats són units per l’acció de la ligasa, la qual forma un DNA circular estable.
c) El DNA recombinant és captat per una cèl·lula bacteriana durant la divisió cel·lular.
A més a més, els gens de resistència també es poden transmetre d’un plasmidi a un altre: així, un plasmidi pot arribar a tenir fins a 10 gens de resistència.
Els plasmidis R tenen una ampli camp d’actuació: poden transferir-se dels plasmidis al cromosoma bacterià, als bacteriòfags i a bacteris d'altres espècies. L’E.Coli, bacteri innocu, n’és un clar exemple: pot arribar a tenir plasmidis R per conjugació i transferir-los a un bacteri com l’Shillega i aquesta esdevenir molt perillosa.

## Aplicacions a l'enginyeria genètica
Els plasmidis R s’utilitzen a l'enginyeria genètica com a vectors de clonació i com a indicadors de la presència del plasmidi recombinat a la cèl·lula receptora.

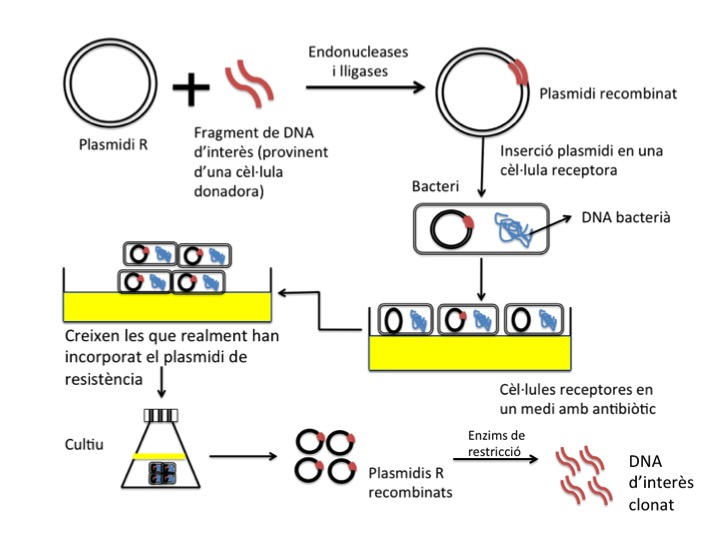
Plasmidi R com a vector de clonació del DNA

Per a la clonació es necessita extreure el gen desitjat d’una cèl·lula donadora i introduir-lo en una cèl·lula receptora. Els vectors de clonació com els plasmidis R, recombinats amb el gen que es vol clonar, poden penetrar el citoplasma de la cèl·lula receptora i protegir el DNA exogen de la degradació. A més, si les cèl·lules receptores d’aquest plasmidi es posen en un medi amb antibiòtic, només creixen les que realment han incorporat el plasmidi recombinat. Així es poden seleccionar les cèl·lules resistents i posar-les en un cultiu. Després, s'aïllen els plasmidis recombinats i aquests a la vegada es tallen amb Eco RI i alliberen moltes còpies de DNA d'interés.
Els plasmidis de resistència utilitzats com a vectors de clonació han de complir una sèrie de requisits:
1. Tenir un baix pes molecular (perquè estiguin en una major concentració per cèl·lula i per a una millor manipulació i purificació en el laboratori).
2. Tenir un fenotip fàcilment distingible (per seleccionar els clons portadors del plasmidi dels que no ho són).
3. Poder augmentar artificialment el nombre de còpies per cèl·lula. Aquest procés es pot aconseguir mitjançant l'amplificació.
Per exemple, un plasmidi idoni per ser utilitzat en enginyeria genètica és el pBR322, extret del bacteri Escherichia Coli. Ja que aquest es pot construir artificialment al laboratori, el seu pes molecular és baix (4362 pb), conté gens que codifiquen resistències a ampicil·lina (antibiòtic ß-lactàmic) i tetraciclina (antibiòtic d’ampli espectre), i es pot amplificar fàcilment en un cultiu.
El plasmidi R també ha estat utilitzat en enginyeria genètica per a crear plantes resistents a alguns tòxics o malalties, i per fer que produeixin substàncies perquè no els ataquin els insectes.

## Relació amb les malalties
En els últims anys, la resistència a les drogues antimicrobianes a augmentat de manera exponencial. A mesura que el nombre d’agents patògens que adquireixen resistència augmenta, els recursos per fer-hi front descendeixen.
Entre les causes d’aquest fet es troba el mal ús d’antibiòtics en humans i animals i l’alliberació al medi ambient de plasmidis amb gens de resistència.
La capacitat que tenen els plasmidis R de poder ser traspassats des d’una cèl·lula resistent a un antibiòtic a una altra que no ho és - ja sigui de la mateixa espècie o d’una diferent -, atorga a aquesta última cèl·lula, resistència a l’antibiòtic. D'aquesta manera, poden sobreviure al cos humà després del tractament d’una infecció bacteriana concreta.
Després, les cèl·lules que han resultat ser resistents a l’antibiòtic poden reproduir-se i provocar una nova infecció que ja no pugui ser controlada pels antibiòtics. Per aquesta raó, no s’ha de fer un abús indiscriminat d’aquests últims en el tractament de les infeccions sense que es disposi d’evidències que l’agent que les produeix és sensible a l’antibiòtic usat.
I és que en cas contrari, es va creant per selecció natural una infinitat de soques noves que podran combatre l’antibiòtic i caldrà elaborar-ne un de nou.
Aquest és el problema al tractar la majoria d’infeccions gram-negatives com ara  infeccions de tracte urinari, infeccions per ferides, pneumònia, septicèmia, etc., (produïdes per organismes tals com E. coli, Proteus, Klebsiella, Enterobacter, Serratia, i Pseudomonas), així com infeccions intestinals per organismes com Salmonella i Shigella.